# Scolecenchelys acutirostris
Scolecenchelys acutirostris är en fiskart som först beskrevs av Weber och De Beaufort, 1916.  Scolecenchelys acutirostris ingår i släktet Scolecenchelys och familjen Ophichthidae. Inga underarter finns listade i Catalogue of Life.